# 瑞穂町 (名古屋市)
瑞穂町（みずほちょう）は、愛知県名古屋市瑞穂区の地名。住居表示未実施。現在、17の小字が設置されている。

## 地理
後述のとおり愛知郡瑞穂村を前身としているため広大な町域であったものの、各地の町名制定に伴い分離を繰り返し、最後まで残存した区域が別々に所在している。字川澄は名古屋市立大学医学部および名古屋市立大学病院がある同大学川澄キャンパスの敷地、字西藤塚および字山の畑は名古屋市立大学滝子キャンパスの敷地にあたる。

### 字一覧
瑞穂町とその前身である瑞穂村の小字は以下の通り。消滅した字については背景色    で示す。
| 字                       | 字                       |
| ------------------------ | ------------------------ |
| 赤塚（あかつか）         | 穴田（あなだ）           |
| 荒田（あらた）           | 荒畑（あらはた）         |
| 池側（いけかわ）         | 池下（いけした）         |
| 石仏（いしぼとけ）       | 市場（いちば）           |
| 井戸田（いとだ）         | 牛巻（うしまき）         |
| 臼田（うすた）           | 内方（うちかた）         |
| 内山（うちやま）         | 上坂（うわざか）         |
| 大畔（おおあぜ）         | 太田（おおた）           |
| 大辻（おおつじ）         | 大流（おおながれ）       |
| 大平（おおひら）         | 奥ノ坊（おくのぼう）     |
| 鍵田（かぎた）           | 欠下（かけした）         |
| 欠ノ上（かけのうえ）     | カシ揚（かしあげ）       |
| 御莨（おたばこ）         | 甲山（かぶとやま）       |
| 神ノ内（かみのうち）     | 上ノ切（かみのきり）     |
| 亀田（かめた）           | 枯木（かれき）           |
| 川澄（かわすみ）         | 雁道（がんみち）         |
| 北石田（きたいしだ）     | 北蛇塚（きたじゃづか）   |
| 北原（きたはら）         | 北前田（きたまえだ）     |
| 北屋敷（きたやしき）     | 楠（くすのき）           |
| 光須海道（こすかいど）   | 五反田（ごたんだ）       |
| 小者田（こものた）       | 薩摩（さつま）           |
| 佐渡（さわたり）         | 塩田（しおた）           |
| 下内田（しもうちだ）     | 下坂（しもさか）         |
| 下ノ切（しものきり）     | 白羽根（しらはね）       |
| 城ノ内（しろのうち）     | 城ノ腰（しろのこし）     |
| 新池下（しんいけした）   | 砂間（すあい）           |
| 洲雲（すくも）           | 須田（すた）             |
| 膳棚（ぜんたな）         | 惣作（ぞうざく）         |
| 十六ノ下（そろのした）   | 高田（たかだ）           |
| 田光（たこう）           | 竹子（たけこ）           |
| 勅海道（ちょくかいどう） | 佃（つくだ）             |
| 寺山（てらやま）         | 天神（てんじん）         |
| 天神下（てんじんした）   | 土市（どいち）           |
| 道徳（どうとく）         | 鳥喰（とりばみ）         |
| 中内田（なかうちだ）     | 中坪（なかつぼ）         |
| 中野（なかの）           | 中ノ切（なかのきり）     |
| 中ノ口（なかのくち）     | 中ノ割（なかのわり）     |
| 中牧（なかまき）         | 流レ（ながれ）           |
| 苗代田（なわしろだ）     | 西津賀田（にしつかた）   |
| 西ノ割（にしのわり）     | 西藤塚（にしふじつか）   |
| 西牧（にしまき）         | 西豆田（にしまめた）     |
| 西屋敷（にしやしき）     | 花目（はなめ）           |
| 馬場（ばば）             | 林（はやし）             |
| 東神手（ひがししんて）   | 東津賀田（ひがしつかだ） |
| 東ノ割（ひがしのわり）   | 東藤塚（ひがしふじつか） |
| 東前田（ひがしまえだ）   | 東牧（ひがしまき）       |
| 東豆田（ひがしまめた）   | 東屋敷（ひがしやしき）   |
| 藤塚（ふじつか）         | 二野（ふたの）           |
| 船原（ふなはら）         | 部田（へた）             |
| 堀田（ほりた）           | 松山（まつやま）         |
| 南石田（みなみいしだ）   | 南蛇塚（みなみじゃづか） |
| 南前田（みなみまえだ）   | 向畑（むこうばた）       |
| 村上（みらかみ）         | 柳ヶ坪（やながつぼ）     |
| 柳縄手（やなぎなわて）   | 山田（やまだ）           |
| 山の畑（やまのはた）     | 山畑（やまばた）         |
| 柚ノ木（ゆのき）         | 横手（よこて）           |
| 六平（ろくへい）         |                          |

## 歴史

### 町名の由来
1876年（明治9年）に当時の愛知県令安場保和の命名による地名で、明治天皇の1868年（明治元年）の東京行幸の途上において、農民が農事に励む姿をご覧になった際、随行の岩倉具視が稲穂を献上したエピソードにちなむという。

### 行政区画の変遷
- 1876年（明治9年）3月 - 愛知郡高田村・大喜村・北井戸田村・本井戸田村・本願寺村・本願寺外新田・高田新田村・名古屋新田の合併に伴い、同郡瑞穂村として成立する[2]。
- 1889年（明治22年）10月1日 - 町村制施行に伴い、愛知郡瑞穂村が改めて発足する[2]。
- 1906年（明治39年）5月10日 - 合併に伴い、同郡呼続町大字瑞穂となる[2]。
- 1921年（大正10年）8月22日 - 合併に伴い、名古屋市南区瑞穂町となる[2]。
- 1927年（昭和2年）6月2日 - 一部が南区桜見町・洲雲町、中区丸屋町・広見町となる[3][4][5]。
- 1928年（昭和3年）4月1日 - 一部が中区広路町となる[1][5]。
- 1930年（昭和5年）
  - 9月10日 - 南区瑞穂町の一部が中区に編入され、同区瑞穂町が成立する[2]。
  - 12月1日 - 一部が中区御器所町となる[1][6]。
- 1931年（昭和6年） - 南区瑞穂町の一部が南区石川町などに編入される[1]。
  - 1月1日 - 南区瑞穂町字御莨・石仏・大流の各一部が同区石川町に編入される[7]。また、字御莨・村上の各一部が、同区御莨町1～5丁目および大殿町1～4丁目に編入される[8]。
  - 2月1日 - 南区瑞穂町の一部が同区牛巻町に編入される[4]。また、南区瑞穂町字部田・大田・上ノ切・臼田の各一部が、同区太田町1～3丁目に編入される[8]。
  - 4月1日 - 中区瑞穂町の一部が同区滝子通・東郊通にそれぞれ編入される[9]。
- 1932年（昭和7年）9月1日 - 南区瑞穂町字上ノ切・中ノ切の各一部が、太田町3～4丁目にそれぞれ編入される[8]。
- 1933年（昭和8年）4月1日 - 南区瑞穂町の一部が中区瑞穂町に編入される[2]。
- 1934年（昭和9年）7月20日 - 中区瑞穂町が菊園町に編入し、消滅[9]。
- 1937年（昭和12年）10月1日 - 昭和区編入に伴い、同区瑞穂町となる[2]。
- 1944年（昭和19年）2月11日 - 瑞穂区編入に伴い、同区瑞穂町となる[2]。
- 1945年（昭和20年）9月26日
  - 瑞穂町字大畔・横手・鍵田・南石田・北石田・山田の各一部が、石田町1・2丁目に編入される[7]。
  - 瑞穂町字井戸田・佃・市場・向畑・土市の各一部が、井戸田町に編入される[7]。
  - 瑞穂町字内方・大畔・甲山・横手・北石田・南石田・山田の各一部が、内方町に編入される[8]。
- 1960年（昭和35年）
  - 3月20日 - 瑞穂町字荒田の一部が荒崎町1・2丁目に編入される[7]。
  - 6月15日 - 瑞穂町字荒田の一部が荒崎町2丁目に編入される[7]。
- 1990年（平成2年）11月5日 - 一部が荒崎町に編入される[1][4]。
- 2012年（平成24年）7月18日 - 字田光の一部が大喜町3丁目・4丁目および豊岡通1丁目にそれぞれ編入される[WEB 9]。

## 世帯数と人口
2019年（平成31年）3月1日現在の世帯数と人口は以下の通りである。
| 町丁   | 世帯数 | 人口 |
| ------ | ------ | ---- |
| 瑞穂町 | 10世帯 | 18人 |

### 人口の変遷
国勢調査による人口の推移
| 2000年（平成12年） | 82人 | [ WEB 10 ] |  |
| 2005年（平成17年） | 61人 | [ WEB 11 ] |  |
| 2010年（平成22年） | 49人 | [ WEB 12 ] |  |
| 2015年（平成27年） | 26人 | [ WEB 13 ] |  |

## 学区
市立小・中学校に通う場合、学校等は以下の通りとなる。また、公立高等学校に通う場合の学区は以下の通りとなる。
| 字             | 番・番地等 | 小学校               | 中学校                   | 高等学校 |
| -------------- | ---------- | -------------------- | ------------------------ | -------- |
| 瑞穂町字川澄   | 全域       | 名古屋市立汐路小学校 | 名古屋市立汐路中学校     | 尾張学区 |
| 瑞穂町字高田   | 全域       | 名古屋市立汐路小学校 | 名古屋市立汐路中学校     | 尾張学区 |
| 瑞穂町字下ノ切 | 全域       | 名古屋市立御劔小学校 | 名古屋市立瑞穂ヶ丘中学校 | 尾張学区 |
| 瑞穂町字田光   | 全域       | 名古屋市立瑞穂小学校 | 名古屋市立津賀田中学校   | 尾張学区 |

## 施設
- 名古屋市立大学川澄キャンパス・滝子キャンパス
- 昭和税務署

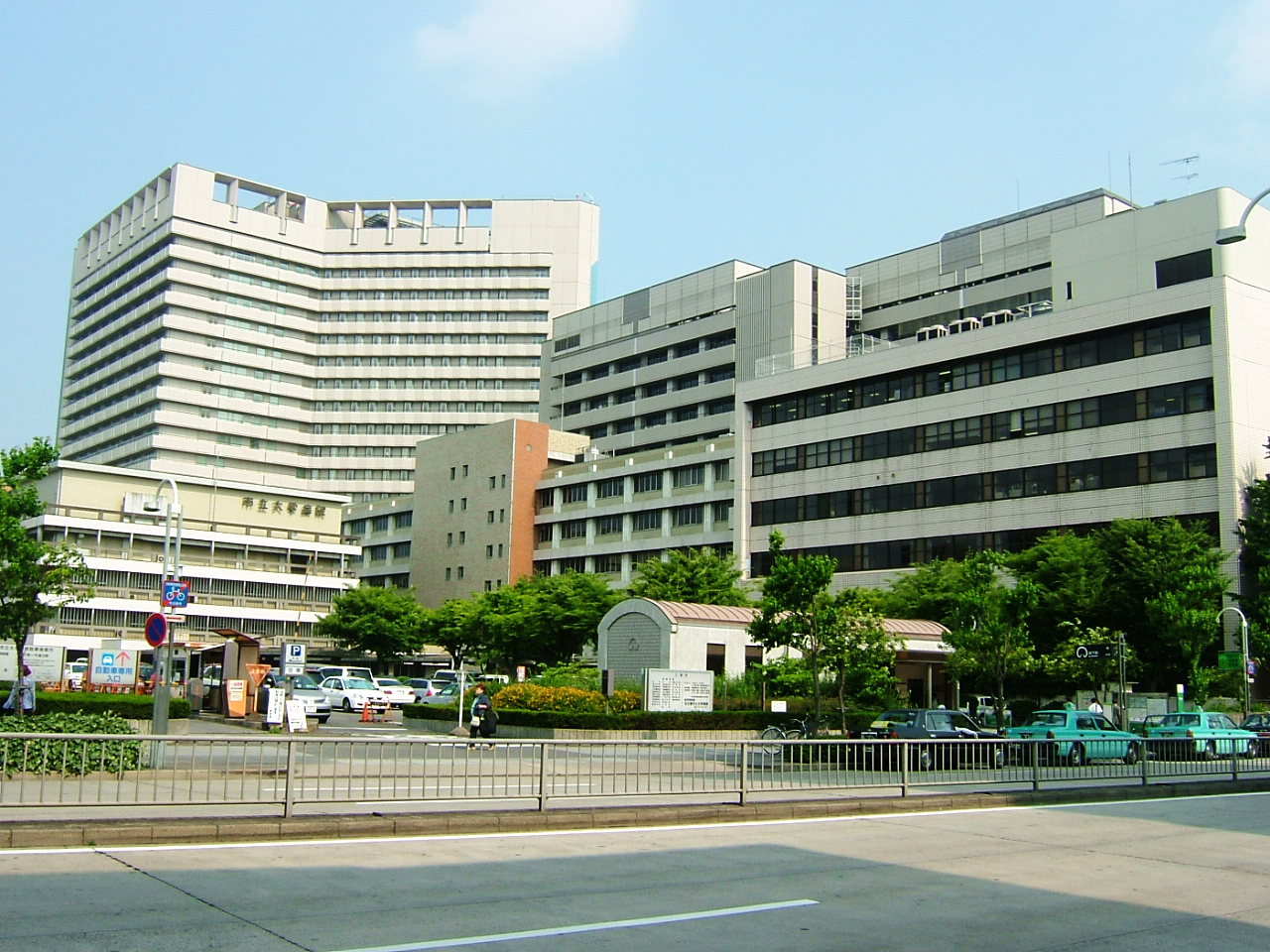
名古屋市立大学桜山（川澄）キャンパス
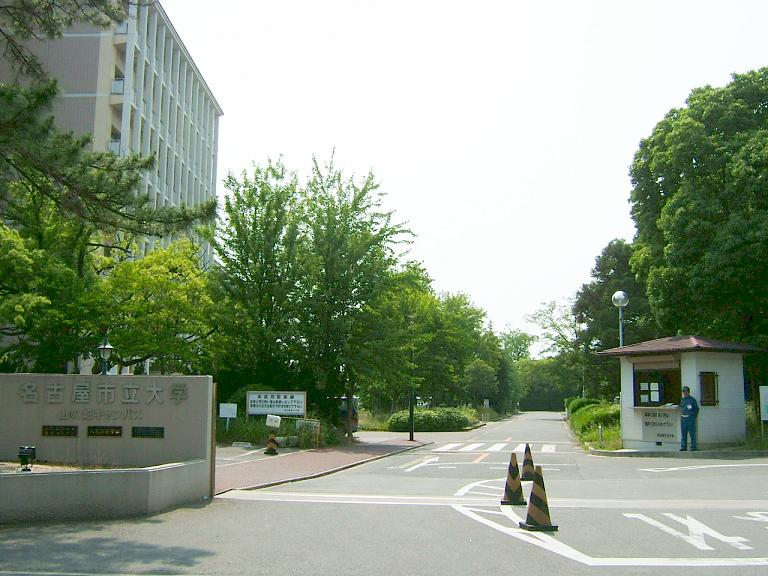
名古屋市立大学滝子キャンパス
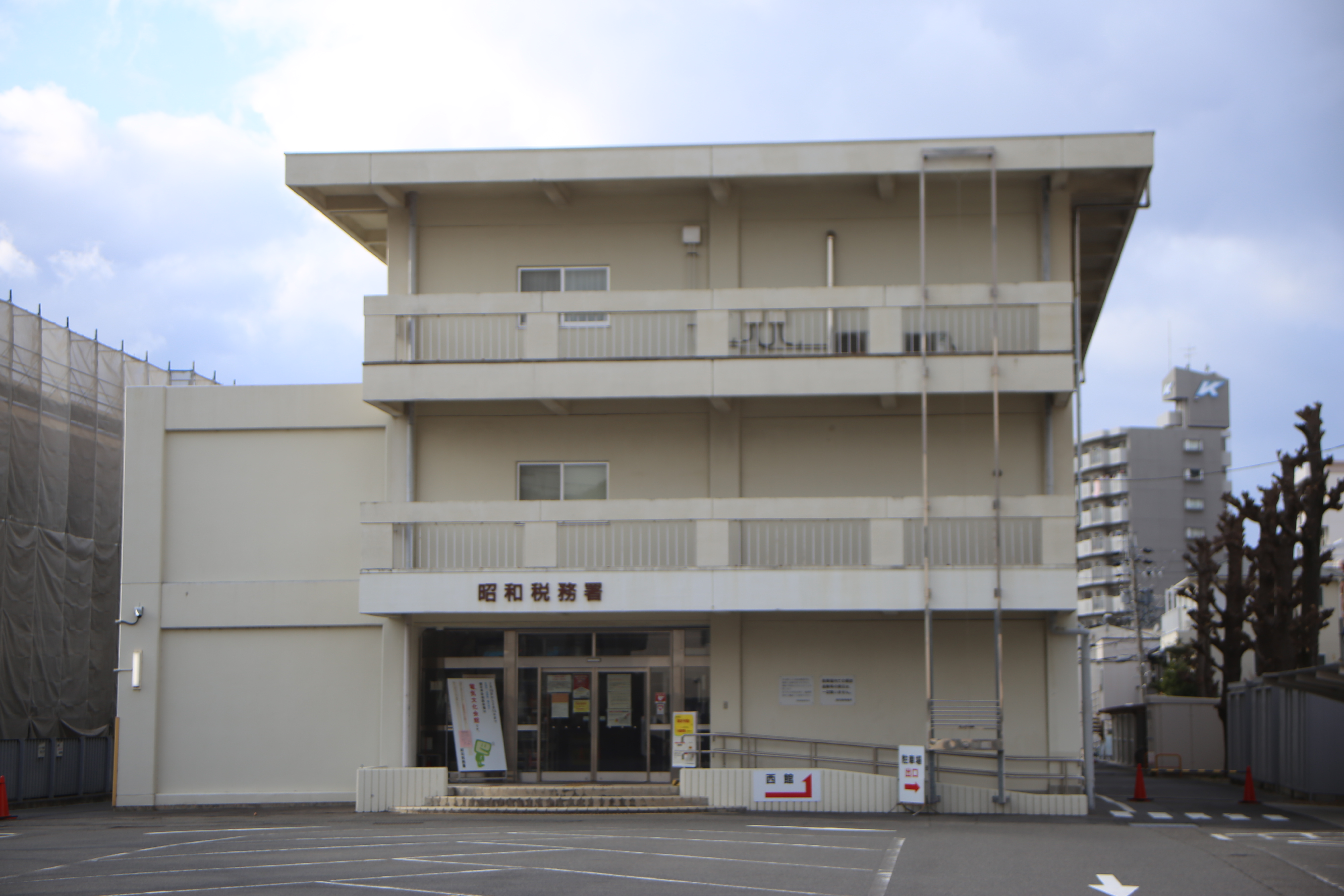
昭和税務署

## 史跡
- 八高古墳[1]

## その他

### 日本郵便
- 集配担当する郵便局は以下の通りである[WEB 16]。

| 町丁           | 郵便番号 | 郵便局     |
| -------------- | -------- | ---------- |
| 瑞穂町字川澄   | 467-0001 | 瑞穂郵便局 |
| 瑞穂町字西藤塚 | 467-0801 | 瑞穂郵便局 |
| 瑞穂町字山の畑 | 467-0801 | 瑞穂郵便局 |